# ゲイリー・ペイトン
ゲイリー・ドウェイン・ペイトン・シニア（Gary Dwayne Payton Sr., 1968年7月23日 - ）は、アメリカ合衆国カリフォルニア州オークランド出身の元プロバスケットボール選手。NBAのシアトル・スーパーソニックスでキャリアの大半を過ごし、2008年に現役を引退した。ポジションはポイントガード。息子のゲイリー・ペイトン2世もNBA選手である。

## 生い立ちと学生時代
4人兄弟の一人として生まれた。少年時代からバスケットボールを熱心にプレイしており、高校時代には成績にも悪い影響が出るほどだった。ペイトンは一時期父親にバスケットボールのプレイを禁じられ、学業に専念させられた。近隣のプレイグラウンドでは、のちにNBA入りするジェイソン・キッドともプレイした。後にNBAのポイントガードの双璧として君臨する二人だが、ペイトンはそのもう一人であるキッドが憧れるほどの存在であった。
ペイトンの成績はNCAA所属の大学から奨学金を得られるほどにまでなり、オレゴン州立大学へ進学した。大学4年間の成績は平均得点18.1、アシスト7.8で、4年生時にはスポーツ・イラストレイテッド誌により大学界の最優秀選手に選ばれ、同誌の表紙を飾った。

## NBAキャリア

### シアトル・スーパーソニックス

#### キャリア初期
1990年のNBAドラフトでペイトンはシアトル・スーパーソニックスに全体2位で指名された。1年目のペイトンは新人ながら先発を務め、平均7.2得点6.4アシストでオールルーキーセカンドチーム（優秀な新人のうちの10名）に選ばれた。当時のソニックスは勝率5割程度の中堅チームだった。ペイトンが加わる前シーズンにチームはショーン・ケンプを入団させていたものの、ソニックスはプレイオフ1回戦で敗退しシーズンを終えた。
翌シーズンのソニックスは監督が目まぐるしく替わり、3人目に就任したのがジョージ・カールだった。47勝35敗でレギュラーシーズンを終えたソニックスはプレイオフ1回戦を勝ち抜いたが、続くカンファレンス・セミファイナルで敗退した。しかしカールを監督へ迎えて以降のソニックスは次第に地区を代表する強豪へと成長していくことになった。
1992-93シーズン、チームは55勝27敗と躍進し、プレーオフではNBAカンファレンスファイナルまで進出した。そこでリーグ首位の成績を収めていたフェニックス・サンズに4勝3敗で敗れたが、ソニックスは優勝を狙える位置に近づいていた。
翌シーズンには堅実でオールラウンドなデトレフ・シュレンプを獲得、チームは63勝19敗でリーグ最高の成績でシーズンを終えた。ペイトン自身は平均16.5得点6.2アシスト2.29スティールでオールNBAサードチーム（優秀な15人の選手）入り。オールディフェンシブファーストチーム（優秀な5名のディフェンダー）にも選ばれ、ディフェンス面での評価を高めていた。ペイトンはこのシーズンから同賞を8年連続で受賞する。
リーグ首位の成績でシーズンを終えたものの、ソニックスはプレイオフでこのシーズン42勝40敗だったデンバー・ナゲッツに2勝3敗で敗退を喫した。これはプレーオフで第1シードを得たチームが1回戦で初めて姿を消したことであった。
翌1994-95シーズン、ソニックスは57勝25敗でリーグ4位タイの成績、平均20.6得点7.0アシストと優れた成績を収めた。しかしこのシーズンもプレイオフ1回戦で格下だったロサンゼルス・レイカーズに敗れ、ソニックスはプレーオフに弱い強豪と見られるようになった。

#### NBAファイナル進出と全盛期
次の1995-96シーズンは、ペイトンのキャリアのハイライトとなった。シーズン平均の成績は19.5得点7.5アシスト2.85スティールで3年連続オールNBAセカンドチーム入り、またディフェンス面でも貢献し、NBA最優秀守備選手賞に選ばれた。同僚のショーン・ケンプもキャリアの最盛期に入りつつあり、シュレンプはベテランとしてあらゆる面でチームに貢献していた。
チーム成績は64勝18敗とリーグ2位、ソニックス史上最多の勝ち星を上げ、このシーズンはプレイオフを勝ち上がっていった。NBAファイナルまで勝ち残ったソニックスが対戦したのは、このシーズン史上最多の勝ち数を上げていたシカゴ・ブルズだった。ブルズは復帰して本調子を戻していたマイケル・ジョーダン、オールラウンダーのスコッティ・ピッペン、優れたディフェンダーでリバウンダーデニス・ロッドマンを擁しリーグを席捲していた。
ブルズ有利の下馬評で始まった決勝シリーズは、シカゴで行われた初戦と第2戦、シアトルに舞台を移した第3戦とソニックスはブルズに3連敗を喫し、ブルズが優勝に王手をかけた。ペイトンは「ジョーダンのいるチームには勝てない」と珍しく気弱なコメントを残したが、第4戦目と5戦目は奮戦した。
これまで3試合ジョーダンのディフェンスを担当していたハーシー・ホーキンスに代わって、ペイトンや故障して欠場していたネイト・マクミランがジョーダンのマークについた。そしてシーズン平均30点以上を上げていたジョーダンを20点台前半に抑える活躍を見せた。シカゴのマスコミは「ジョーダンも人間だった」と評した。ペイトンらのディフェンスの甲斐あって4戦目と5戦目はソニックスが連勝し、シリーズ成績を2勝3敗に戻した。しかしシカゴに戻った第6戦をソニックスは落とし、優勝を逃した。以後ペイトンがソニックスにいる間は優勝のチャンスはなく、再び優勝に挑戦するのは数年後に移籍したあとのことだった。
その後数年間、ペイトンは平均得点20点以上、アシストは8本以上と優秀な成績を残し、リーグトップクラスの選手として活躍を続けた。1998年と2000年にはオールNBAファーストチーム入りを果たした。チーム成績はリーグでも上位あるいは中堅以上であり続けたが、プレーオフではカンファレンス・ファイナルに進出できないままだった。
ケンプは1997年に、カールヘッドコーチは1998年にチームを去り、チームの陣容は次第に変わっていった。そしてペイトン自身も2002-03シーズン途中でミルウォーキー・バックスへ放出された。

#### スーパーソニックス以後
ペイトンはミルウォーキー・バックスで約3ヶ月過ごし、個人成績はそれまでと変わらない高い水準だった。しかしバックスは42勝40敗と凡庸な成績で、プレーオフで1回戦敗退した。
翌2003-04シーズン開始前、ペイトンは優勝できるチームを求めフリーエージェントとしてロサンゼルス・レイカーズに移籍。シャキール・オニールとコービー・ブライアントを擁し、フィル・ジャクソン監督に率いられ2000年から3年連続で優勝を果たしていたが、前年に地区準決勝で敗退していたレイカーズは覇権奪還を期してオフに積極的な補強に乗り出していた。カール・マローンもペイトンと同じ目的でレイカーズに移った。
レイカーズではシャックやコービーが得点面で主要な役割を果たしており、ペイトンの個人成績は以前と比べて下がった。レイカーズは56勝26敗とリーグ4位でシーズンを終え、2年ぶりにNBAファイナル進出を果たした。ペイトンにとって2度目の優勝の機会となった。対戦相手はデトロイト・ピストンズで、プレーオフでは番狂わせを演じながら勝ち上がっていた。下馬評ではレイカーズが有利とされていたが、レイカーズは1勝4敗とピストンズに敗れ、ペイトンの悲願はここでも果たされなかった。
このシーズンが終わるとペイトンはボストン・セルティックスに放出された。ペイトンは既に30代半ばになっており、セルティックスでの出場時間は以前よりも減り、それに従い得点、アシストなどの個人成績も低下した。シーズン中の2005年、セルティックスはペイトンをアトランタ・ホークスにトレード、ペイトンは一度もプレイしないままホークスに解雇された。ペイトンはその後再びセルティックスに戻った。プレイオフでセルティックスは1回戦で敗退した。

#### マイアミ・ヒート
翌2005-06シーズン、ペイトンはマイアミ・ヒートに移った。先発する試合も以前より減り、出場時間はジェイソン・ウィリアムスと分け合いながら1試合平均28.5分、プレーオフでは24.3分と減ったがNBAファイナルでは後半の重要な場面ではほとんどペイトンがポイントガードを任されてプレイした。そして選手生活で初めての優勝を経験する。特に大逆転劇となったファイナルの第3戦では残り9.3秒で逆転のジャンプシュートを決め、ベテランらしい存在感を示した。また優勝を決めた第6戦では、ヒートの勝利がほぼ確定した時に感極まって涙ぐむ姿もみられた。初優勝までにプレーオフで出場した通算試合数152試合は、2024年にアル・ホーフォード(186試合)に抜かれるまで最多記録であった。
ヒートではもう1シーズンだけプレイし、2006-07シーズン後にフリーエージェントとなり、去就を決めぬまま2007-08シーズンを迎えたが2008年4月に引退を発表した。

## 引退後
3人制バスケットボールであるBig3、リンカーン大学のヘッドコーチを経て、2024年9月、アラメダ大学のヘッドコーチに就任した。

## NBA個人成績

### レギュラーシーズン
| シーズン     | チーム       | GP    | GS    | MPG  | FG%  | 3P%  | FT%   | RPG | APG | SPG  | BPG | PPG  |
| ------------ | ------------ | ----- | ----- | ---- | ---- | ---- | ----- | --- | --- | ---- | --- | ---- |
| 1990–91      | SEA          | 82    | 82    | 27.4 | .450 | .077 | .711  | 3.0 | 6.4 | 2.0  | .2  | 7.2  |
| 1991–92      | SEA          | 81    | 79    | 31.5 | .451 | .130 | .669  | 3.6 | 6.2 | 1.8  | .3  | 9.4  |
| 1992–93      | SEA          | 82    | 82    | 31.1 | .494 | .206 | .770  | 3.4 | 4.9 | 2.2  | .3  | 13.5 |
| 1993–94      | SEA          | 82    | 82    | 35.1 | .504 | .278 | .595  | 3.3 | 6.0 | 2.3  | .2  | 16.5 |
| 1994–95      | SEA          | 82    | 82    | 36.8 | .509 | .302 | .716  | 3.4 | 7.1 | 2.5  | .2  | 20.6 |
| 1995–96      | SEA          | 81    | 81    | 39.0 | .484 | .328 | .748  | 4.2 | 7.5 | 2.9* | .2  | 19.3 |
| 1996–97      | SEA          | 82    | 82    | 39.2 | .476 | .313 | .715  | 4.6 | 7.1 | 2.4  | .2  | 21.8 |
| 1997–98      | SEA          | 82    | 82    | 38.4 | .453 | .338 | .744  | 4.6 | 8.3 | 2.3  | .2  | 19.2 |
| 1998–99      | SEA          | 50    | 50    | 40.2 | .434 | .295 | .721  | 4.9 | 8.7 | 2.2  | .2  | 21.7 |
| 1999–2000    | SEA          | 82    | 82    | 41.8 | .448 | .340 | .735  | 6.5 | 8.9 | 1.9  | .2  | 24.2 |
| 2000–01      | SEA          | 79    | 79    | 41.1 | .456 | .375 | .766  | 4.6 | 8.1 | 1.6  | .3  | 23.1 |
| 2001–02      | SEA          | 82    | 82    | 40.3 | .467 | .314 | .797  | 4.8 | 9.0 | 1.6  | .3  | 22.1 |
| 2002–03      | SEA          | 52    | 52    | 40.8 | .448 | .298 | .692  | 4.8 | 8.8 | 1.8  | .2  | 20.8 |
| 2002–03      | MIL          | 28    | 28    | 38.8 | .466 | .294 | .746  | 3.1 | 7.4 | 1.4  | .3  | 19.6 |
| 2003–04      | LAL          | 82    | 82    | 34.5 | .471 | .333 | .714  | 4.2 | 5.5 | 1.2  | .2  | 14.6 |
| 2004–05      | BOS          | 77    | 77    | 33.0 | .468 | .326 | .761  | 3.1 | 6.1 | 1.1  | .2  | 11.3 |
| 2005–06      | MIA          | 81    | 25    | 28.5 | .420 | .287 | .794  | 2.9 | 3.2 | .9   | .1  | 7.7  |
| 2006–07      | MIA          | 68    | 28    | 22.1 | .393 | .260 | .667  | 1.9 | 3.0 | .6   | .0  | 5.3  |
| キャリア     | キャリア     | 1,335 | 1,233 | 35.3 | .466 | .317 | .729  | 3.9 | 6.7 | 1.8  | .2  | 16.3 |
| オールスター | オールスター | 9     | 2     | 20.8 | .436 | .273 | 1.000 | 3.3 | 8.1 | 2.1  | .0  | 9.4  |

### プレーオフ
| シーズン | チーム   | GP  | GS  | MPG  | FG%  | 3P%  | FT%   | RPG | APG | SPG | BPG | PPG  |
| -------- | -------- | --- | --- | ---- | ---- | ---- | ----- | --- | --- | --- | --- | ---- |
| 1991     | SEA      | 5   | 5   | 27.0 | .407 | .000 | 1.000 | 2.6 | 6.4 | 1.6 | .2  | 4.8  |
| 1992     | SEA      | 8   | 8   | 27.6 | .466 | .000 | .583  | 2.6 | 4.8 | 1.0 | .3  | 7.6  |
| 1993     | SEA      | 19  | 19  | 31.8 | .443 | .167 | .676  | 3.3 | 3.7 | 1.8 | .2  | 12.3 |
| 1994     | SEA      | 5   | 5   | 36.2 | .493 | .333 | .421  | 3.4 | 5.6 | 1.6 | .4  | 15.8 |
| 1995     | SEA      | 4   | 4   | 43.0 | .478 | .200 | .417  | 2.5 | 5.3 | 1.3 | .0  | 17.8 |
| 1996     | SEA      | 21  | 21  | 43.4 | .485 | .410 | .633  | 5.1 | 6.8 | 1.8 | .3  | 20.7 |
| 1997     | SEA      | 12  | 12  | 45.5 | .412 | .333 | .820  | 5.4 | 8.7 | 2.2 | .3  | 23.8 |
| 1998     | SEA      | 10  | 10  | 42.8 | .475 | .380 | .940  | 3.4 | 7.0 | 1.8 | .1  | 24.0 |
| 2000     | SEA      | 5   | 5   | 44.2 | .442 | .391 | .769  | 7.6 | 7.4 | 1.8 | .2  | 25.8 |
| 2002     | SEA      | 5   | 5   | 41.4 | .425 | .267 | .586  | 8.6 | 5.8 | .6  | .4  | 22.2 |
| 2003     | MIL      | 6   | 6   | 41.8 | .429 | .067 | .700  | 3.0 | 8.7 | 1.3 | .2  | 18.5 |
| 2004     | LAL      | 22  | 22  | 35.1 | .366 | .250 | .750  | 3.3 | 5.3 | 1.0 | .2  | 7.8  |
| 2005     | BOS      | 7   | 7   | 34.1 | .446 | .071 | .833  | 4.1 | 4.6 | .9  | .1  | 10.3 |
| 2006     | MIA      | 23  | 0   | 24.3 | .422 | .293 | .720  | 1.7 | 1.6 | 1.0 | .1  | 5.8  |
| 2007     | MIA      | 2   | 0   | 16.0 | .000 | .000 | –     | 2.0 | 1.5 | .0  | .0  | .0   |
| キャリア | キャリア | 154 | 129 | 35.6 | .441 | .315 | .706  | 3.7 | 5.3 | 1.4 | .2  | 14.0 |

## プレースタイル
ニックネームは「グローブ (The Glove)」で、これは1993年のプレイオフ中にペイトンのいとこが「（フェニックス・サンズの）ケビン・ジョンソンをグローブが野球のボールを持っているように抑えている」と評したことが由来になっている。
ペイトンは2007年に引退して以降、史上最高のポイントガードの1人として見なされ、ロサンゼルス・レイカーズなどで活躍した元NBA選手で殿堂入りを果たしているゲイル・グッドリッチは、「ペイトンはこれまでにないほどのディフェンス職人だ」と語っており、ケビン・ジョンソンは「マジック・ジョンソン、アイザイア・トーマス、ネイト・アーチボルド、モーリス・チークスよりもさらに恐ろしい」と言及。1990年代後半から2000年代前半の各ポジションで最高の選手を決めるよう求められたとき、NBA最優秀コーチ賞を受賞しているジョージ・カールはペイトンについて、「ポイントガードで誰を選ぶかはわからない。ジェイソン・キッドと言う人もいるが、ペイトンがキッドにマークをするたびにその対戦に勝っているからね」と語っている。
2021年にマーカス・スマートが受賞するまで、ペイトンはNBA最優秀守備選手賞を受賞した唯一のポイントガードだった。通算スティール数では歴代4位であり、ジョーダン、ケビン・ガーネット、コービー・ブライアントに並ぶNBAオールディフェンシブチームを9回も受賞している。

## その他
- 妻との間に三男一女がいる。また他のNBA選手らと同様、オフには慈善活動に取り組んでおり、少年少女への慈善事業を目的とした「ゲイリー・ペイトン基金」を1996年に立ち上げ運営している。1999年、ペイトンは子供向けの自伝 Confidence Counts（自信が大事）という本を書いた。

- 「話すのが好き」という理由で大学時代には放送学を専攻し、この分野で学位を取得した。ペイトンは引退後に放送関係の仕事をしたいと語っている。また「グローブ・ウェア」という衣類のブランドを持っており、数軒のレストランのオーナーでもある。

- 4人の子供の内の三男にあたるゲイリー・ペイトン2世もNBA選手で、ゴールデンステイト・ウォリアーズでNBA制覇に貢献し、父と子でチャンピオンリングを手に入れた5組目の親子になった。